# Antoine Vestier
Pour les articles homonymes, voir Vestier.
Antoine Vestier, né le 27 avril 1740 à Avallon et mort le 24 décembre 1824 à Paris, est un peintre français.

## Biographie
(décembre 2020).
Appartenant à une famille de marchands d'Avallon, originaires de Troyes, Antoine Vestier montra très jeune des dons pour le dessin et la peinture qui attirèrent l'attention d'un notable du pays, le comte de Chastellux. Grâce à lui, il put quitter sa Bourgogne natale et s'installer à Paris où il est élève de Jean-Baptiste Pierre.
Les récits familiaux parlent de voyages en Angleterre et aux Pays-Bas. Il y rencontra Antoine Reverend, maître-émailleur, allié au peintre Henri-Pierre Danloux, dont il épousa la fille, Marie-Anne, le 30 avril 1764. Il suit à cette époque les cours de l'Académie royale de peinture et de sculpture. Après la mort de son beau-père, il se qualifie dans les actes de naissance de ses enfants comme peintre-émailleur.
Peintre miniaturiste et excellent portraitiste, il présenta ses œuvres au Salon de la Correspondance avant d'être agréé à l'Académie royale de peinture le 30 avril 1785. Il dut remettre à l’Académie les portraits de deux de ses futurs confrères, Doyen et Brunet. Après la remise de ces portraits, il est reçu à l'Académie le 30 septembre 1786 et devient peintre du roi.
Comme beaucoup d'artistes, il a été logé au palais du Louvre avant la Révolution et a été le voisin du peintre Jacques-Louis David.
En 1770, son collègue François-André Vincent le portraitura tenant à la main un bouquet de fleurs.
Il a épousé Marie-Anne Révérand (1740-1831).
Il est le père de la peintre Marie-Nicole Vestier et de Nicolas Jacques Antoine Vestier et le grand-père d’Archimède Vestier et de Phidias Vestier, tous trois architectes.
Il est mort à Paris à l'âge de 84 ans.

## Œuvres dans les collections publiques
- Amiens, musée de Picardie : Portrait de Jean-Louis Baudelocque
- Dijon, musée des beaux-arts de Dijon : Portrait d'un chevalier de l'ordre de Malte tenant le portrait du bailli de Hautefeuille, commandeur de l'Ordre, 1788, huile sur toile, 102 × 83,5 cm.
- Paris :
  - bibliothèque-musée de l'Opéra : Portrait de François-Joseph Gossec, 1791.
  - musée Carnavalet : Portrait du chevalier de Latude.
  - musée du Louvre :
    - Portrait du peintre Gabriel-François Doyen , 1786, morceau de réception à l'Académie royale ;
    - Portrait du peintre Nicolas Guy Brenet, 1786 .
- Seneffe, château de Seneffe : Portrait d'Isabelle Depestre, vers 1785.
- Tours , musée des Beaux-Arts : Portrait du fusilier Jean Thurel, 1788.
- Versailles, musée national du château de Versailles : Portrait de Jean-Henri Riesener, 1786.

Œuvres d'Antoine Vestier
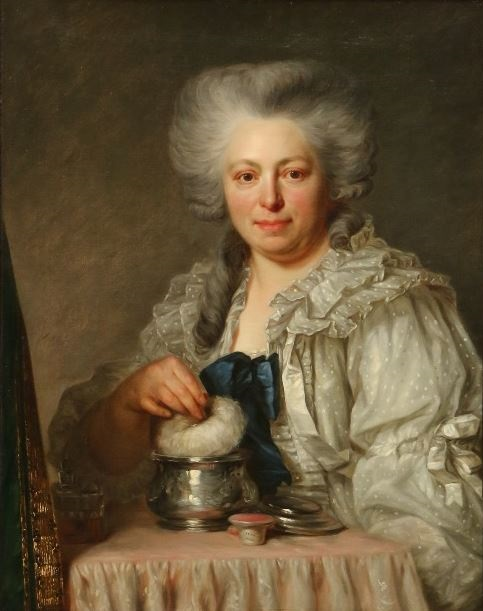
Portrait d'Isabelle Depestre (vers 1785), château de Seneffe.
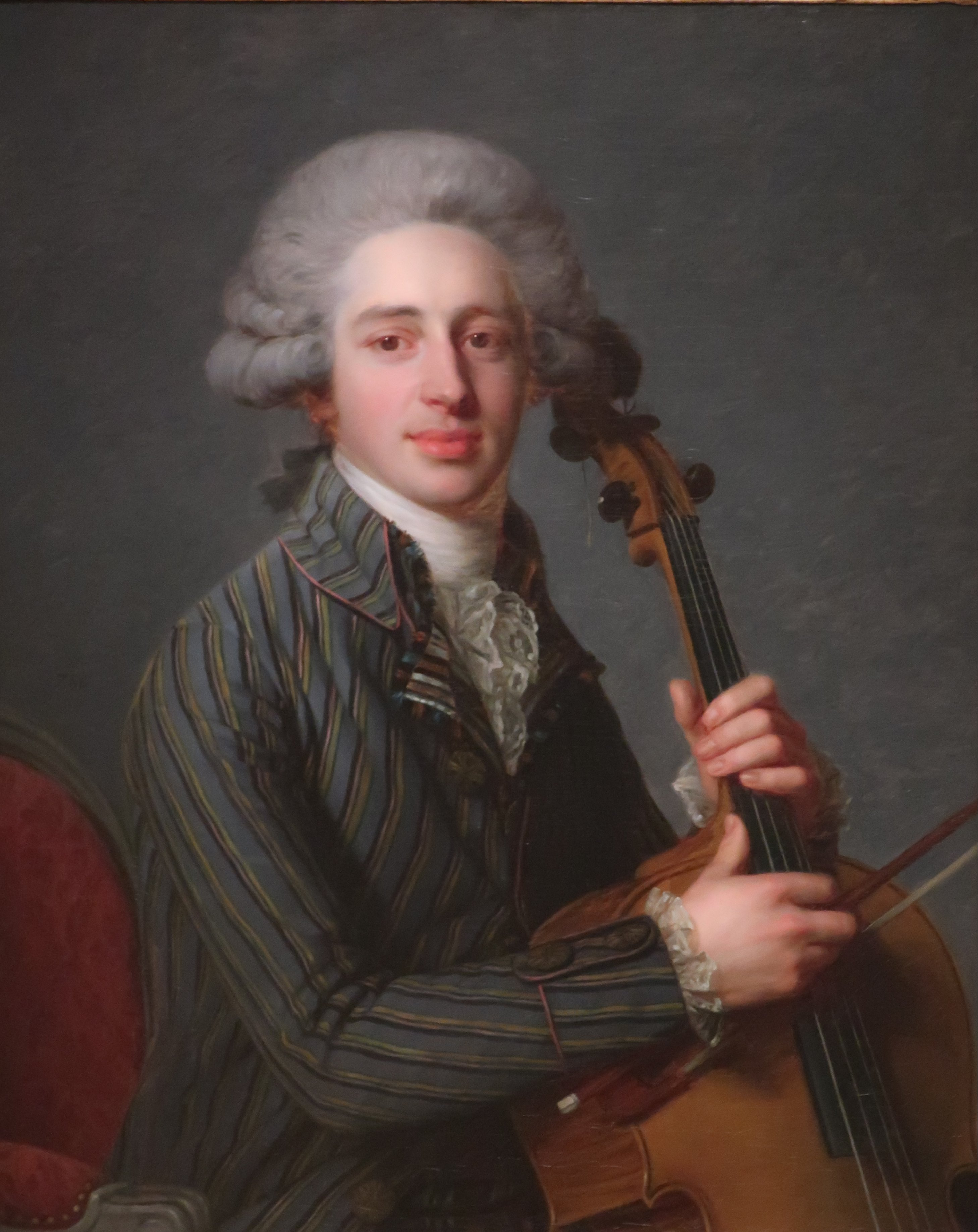
Un violoncelliste (1788), Phoenix, Phoenix Art Museum.
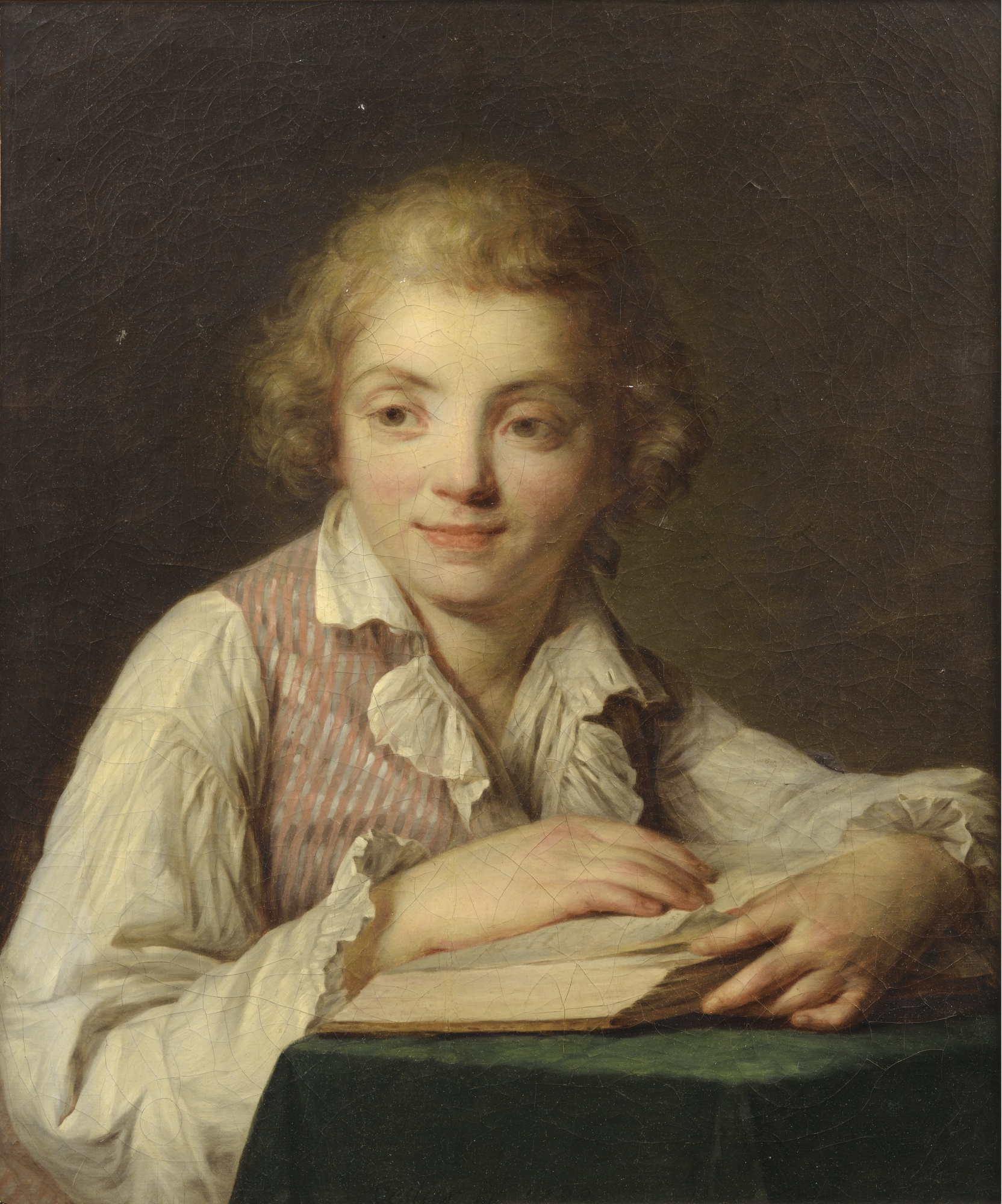
Portrait posthume de Jean-René Vestier (1788), localisation inconnue.
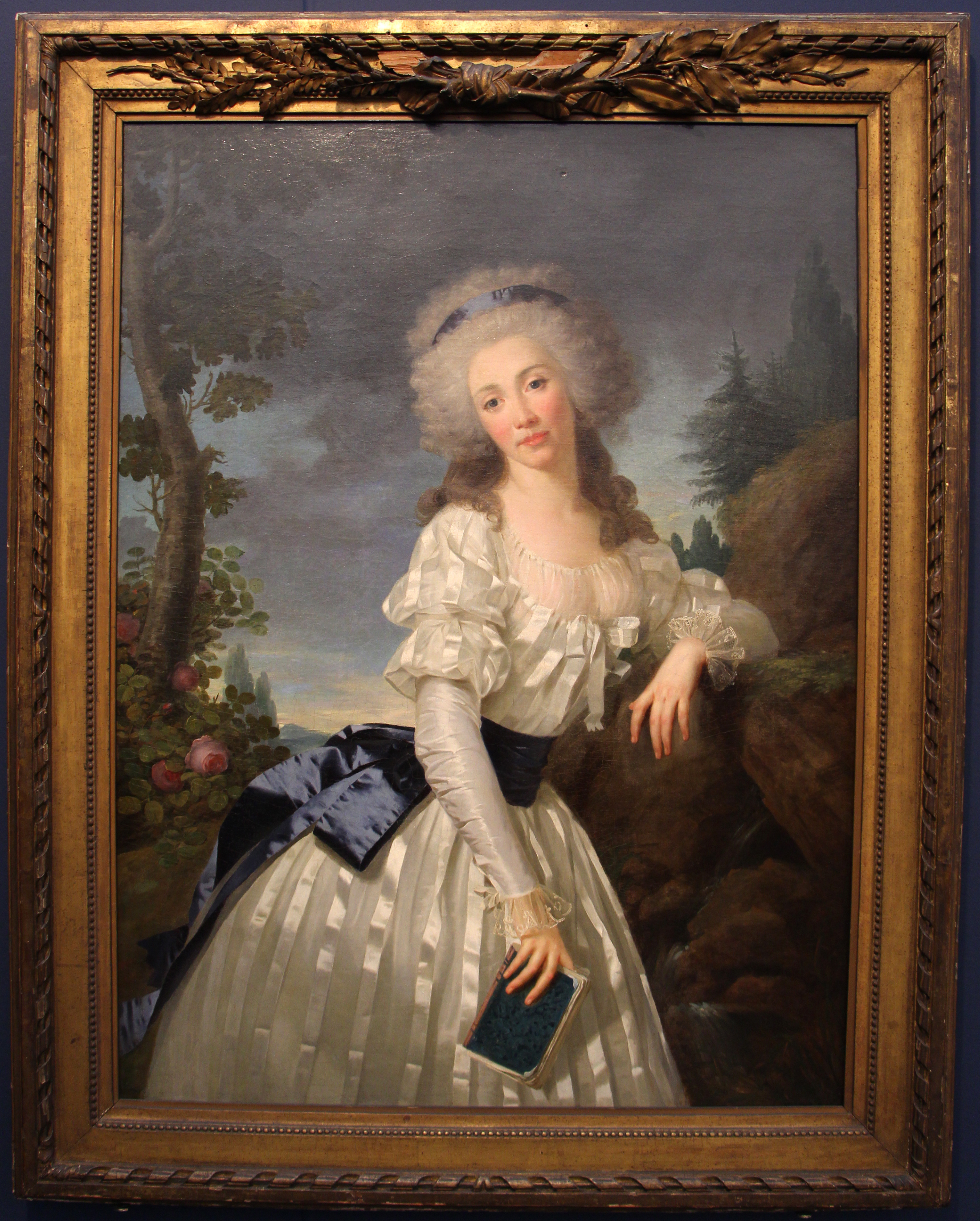
Portrait de dame tenant un livre près d’une fontaine, musée d'art de São Paulo.
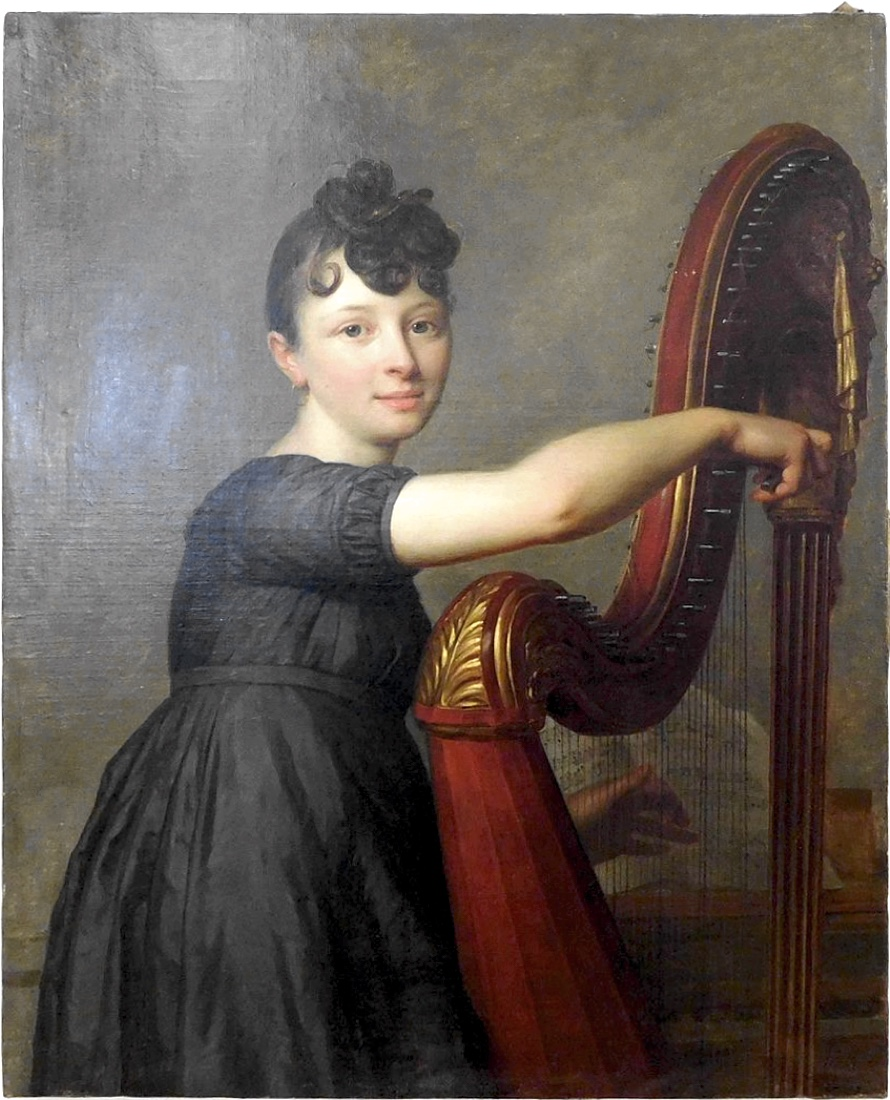
Portrait de Mademoiselle Larmoyer en harpiste, Cosne-Cours-sur-Loire, musée de la Loire.
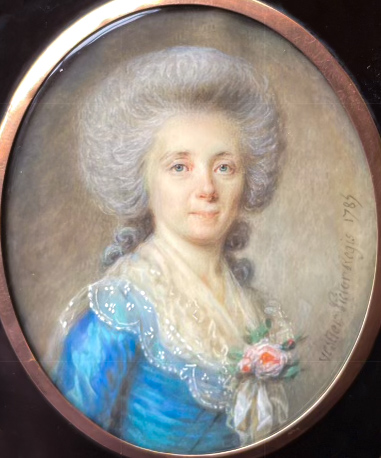
Portait de jeune femme sur tabatière - Aquarelle et gouache

### Iconographie
- Philippe-Laurent Roland, Antoine Vestier, 1806, buste en bronze, Paris, Institut de France.